# أنيليمة جناحية
أنيليمة جناحية (الاسم العلمي: Aneilema alatum) هي نوع من النباتات تتبع جنس الأنيليمة من الفصيلة الوعلانية.